# Ngụy Quốc Phu nhân Hạ Lan thị
Ngụy Quốc phu nhân Hạ Lan thị (chữ Hán: 魏国夫人賀蘭氏, ? - tháng 9, 666), biệt danh Quốc Xu (國姝), là cháu gái gọi Võ Tắc Thiên bằng dì, mẹ là Hàn Quốc phu nhân Võ Thuận, chị ruột của Võ Tắc Thiên. Các sách Đường thư cùng Tư trị thông giám ghi lại, mẹ con Hạ Lan thị là tình nhân của Đường Cao Tông.
Về sau, Hạ Lan thị qua đời đột ngột, người ta tin rằng bà bị chính dì mình đầu độc chết.

## Cuộc đời
Hạ Lan thị người Lạc Dương, Hà Nam. Sử sách không nói rõ tên thật của Hạ Lan thị, cái tên Mẫn Nguyệt (賀蘭敏月) là hư cấu từ một số phim truyền hình hiện đại. Theo phả hệ gia tộc họ Võ, Hạ Lan thị là cháu ngoại của Ứng quốc công Võ Sĩ Hoạch và Vinh quốc phu nhân Dương thị. Cha bà là Hạ Lan An Thạch (賀蘭安石), mẹ bà là Hàn Quốc phu nhân Võ Thuận, chị gái Võ Tắc Thiên. Bà có một người anh trai là Hạ Lan Mẫn Chi (賀蘭敏之).
Khi Võ Chiêu nghi được sách lập làm hoàng hậu, gia tộc Võ thị cũng được vinh hiển, chị Võ hậu là Võ Thuận được phong làm "Hàn Quốc phu nhân" (韓國夫人). Võ thị cùng con gái Hạ Lan thị vì duyên cố thân thích với hoàng hậu mà được tự do xuất nhập hậu cung, mà Hạ Lan thị nổi tiếng có nhan sắc, từ đó cả hai mẹ con đều được Cao Tông sủng hạnh qua, đãi ngộ như một cặp mẹ con tình nhân của nhà vua.
Năm Càn Phong nguyên niên (666), tháng 9, hai người anh họ của Võ hậu là Võ Duy Lương (武惟良) và Võ Hoài Vận (武懷運) bị giết vì tội giết hại Ngụy Quốc phu nhân. Từ nhỏ, hai người này luôn bất kính với mẹ Võ hậu là Dương phu nhân, Võ hậu từ đó sinh hận. Khi ấy Hạ Lan thị được sủng, Cao Tông ban phong hiệu "Ngụy Quốc phu nhân", lại còn muốn đem thị vào nội đình và ban cho tước như một phi tần. Võ hậu khuyên mãi, việc bèn tạm thôi, nhưng từ đó Võ hậu cũng sinh ý chán ghét cháu gái trong lòng. Vào lúc Duy Lương cùng Hoài Vận tiến kinh dâng đồ ăn trong dịp phong thiện Thái Sơn, Võ hậu liền muốn bắn mũi tên hai đích, bèn bí mật bỏ độc vào và ban cho Hạ Lan thị ăn, khiến thị bị trúng độc mà chết. Sau đó, Võ hậu quy tội cho Duy Lương, Hoài Vận và xử tử bọn họ.
Sau khi chết, Hạ Lan thị được chôn cùng ở Thuận lăng (顺陵), lăng tẩm của Dương phu nhân.